# Filton

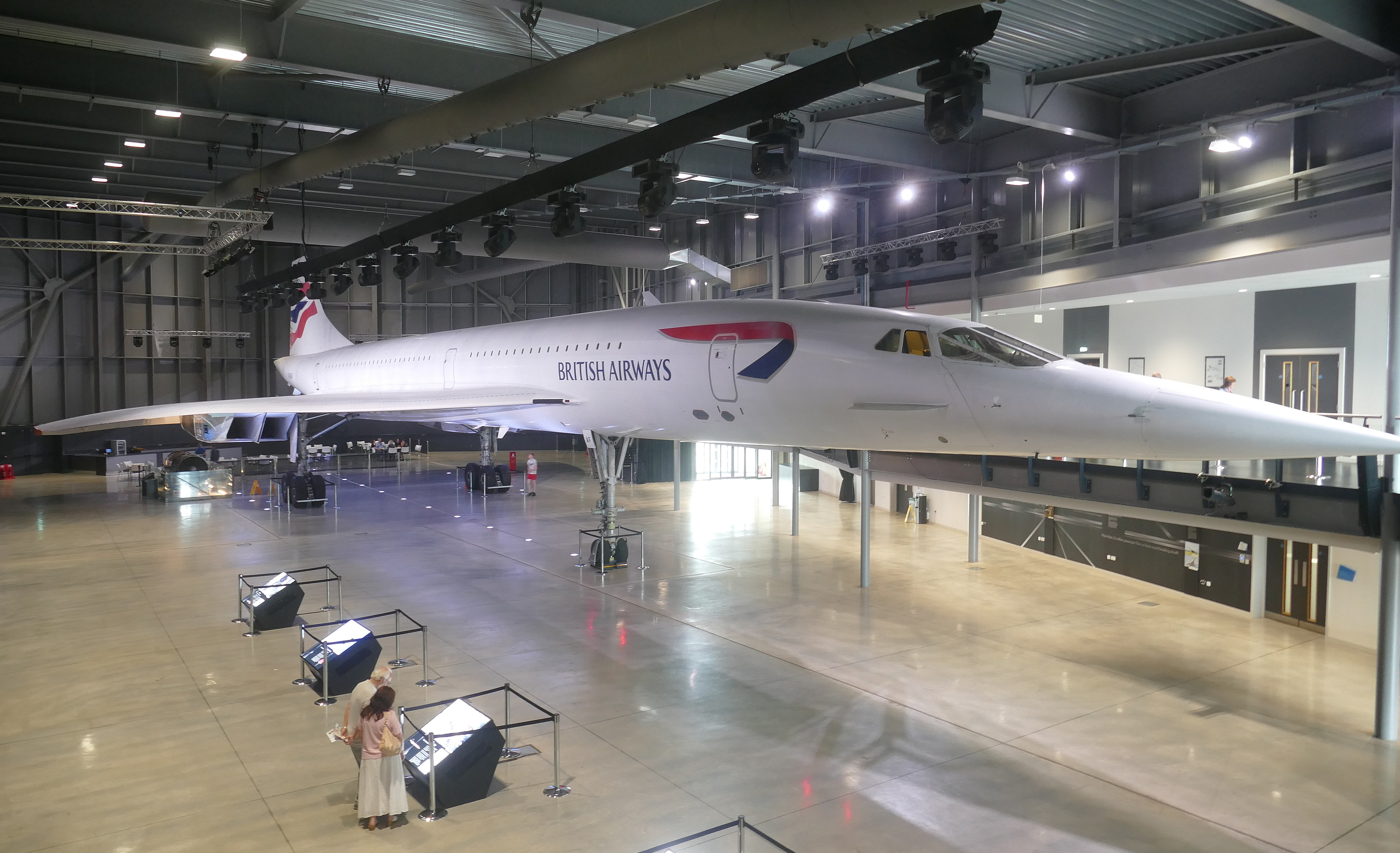
Concorde in het Aerospace Bristol museum

Filton is een civil parish in het bestuurlijke gebied South Gloucestershire, in het Engelse graafschap Gloucestershire met 10.607 inwoners. 

## Economie
De Bristol Aeroplane Company had de belangrijkste vestiging in Filton. Bristol was een belangrijke producent van vliegtuigen voor militair gebruik en produceerde ook vliegtuigmotoren. Dit bedrijf bestaat niet meer, maar diverse lucht- en ruimtevaartbedrijven hebben hier nog een vestiging, zoals BAE Systems, Airbus, GKN, Rolls Royce, allemaal gevestigd op en rond het voormalige vliegveld van Filton.
Bristol Cars maakte hier van 1946 tot 2011 luxeauto's.

## Geschiedenis
Aan het begin van de 20e eeuw was Filton een klein dorp en landbouw was de belangrijkste bron van bestaan. De spoorlijn tussen Bristol naar Zuid-Wales liep door het dorp en er was een klein treinstation. In 1910 werd een groter station, Filton Junction, geopend nadat een spoorlijn van Bristol naar Londen was voltooid. In 1907 werd het noordelijke eindpunt voor Bristol Tramways verplaatst van Horfield naar Filton waarmee de band met Bristol werd versterkt.
In 1908 werd Filton de locatie voor de productie van trams. De eigenaar van Bristol Tramways, George White, richtte een vliegtuigfabriek op, de Bristol and Colonnial Aeroplane Company. In 1910 werd een aanvang gemaakt met de productie van vliegtuigen en in 1911 hadden al 100 toestellen de fabriek verlaten. Tien jaar later startte de productie van vliegtuigmotoren. De overname van de Cosmos Engineering Company speelde hierbij een belangrijke rol.
In januari 1916 werd het vliegveld ook een basis voor de Royal Flying Corps, de voorloper van de Royal Air Force (RAF). De eerste eenheden vlogen met vliegtuigen uit de fabriek.
Tussen de oorlogen breidde Filton zich snel uit tot een buitenwijk van Bristol. Voor en in de Tweede Wereldoorlog was het een belangrijke productielocatie voor de bouw van militaire vliegtuigen. De Bristol Aeroplane Company maakte er Blenheim en Beaufigher vliegtuigen. De fabrieken waren een doelwit voor bombardementen en ze werden diverse malen aangevallen door vliegtuigen van de Luftwaffe. Na de oorlog werd de hoofdbaan van het vliegveld verlengd voor het Bristol Brabazon-project, hiervoor werd het dorp Charlton gesloopt. Op 4 september 1949 maakte het grote passagierstoestel hier zijn eerste vlucht, maar het is nooit in productie genomen.
In de jaren vijftig en zestig, tijdens de Koude Oorlog, was het een uitwijkbasis voor strategische nucleaire bommenwerpers van V-Force.
Filton was ook de plaats waar het supersonische passagiersvliegtuig de Concorde werd gebouwd. Op 26 november 2003 maakte de Concorde 216 (G-BOAF) de laatste vlucht van een Concorde. Het vliegtuig vloog naar Filton om daar opgenomen te worden in de collectie van het Aerospace Bristol museum. Dit museum opende in 2017 de deuren voor het publiek. Het heeft verder diverse Bristol vliegtuigen en voorbeelden van helikopters en raketten gebouwd in Filton in de collectie.
Ingeklemd tussen wegen, fabrieken, spoorlijnen en het vliegveld, breidde Filton zich weinig uit na de oorlog. Vanaf het einde van de jaren zeventig ontwikkelde zich de handelswijk East Filton aan de oostkant van de spoorlijn Bristol – Zuid Wales. In 1979 werd British Aerospace een partner in het Airbus consortium en de vestiging in Filton ging zich toeleggen op de productie van vleugels voor diverse Airbus vliegtuigen. In 2006 werd Airbus eigenaar van de vleugelfabriek.